# Censo del Conde de Aranda
El Censo del Conde de Aranda, presidente del Consejo de Castilla, se realizó en 1768-1769. Fue encomendado a los obispos que recibieron instrucciones para que, a través de los párrocos de sus diócesis, se recogiesen los datos de las mismas en un formulario.

## El formulario
Se les requirió que indicaran en dicho formulario las circunstancias personales de todos los habitantes adscritos: edad (hasta 7, 16, 25, 40, 50 y mayores de 50 años), sexo y estado civil, aportando también información complementaria del número de "exentos" por su condición de: Hidalguía, Real Servicio, Real Hacienda, Cruzada e Inquisición; y la enumeración de eclesiásticos y sirvientes de Iglesia, y de los Hospitales.

## La documentación
De la documentación original solo se dispone en el Archivo Histórico Nacional de España la referente a tres obispados. En el siglo XVIII se realizaron varias copias de los documentos originales que se conservan en la biblioteca de la Real Academia de la Historia, aunque faltan datos de algunos obispados y de varios pueblos.
Los resultados generales fueron estimados en 9,3 millones de habitantes. Los demógrafos consideran que los datos del posterior Censo de Floridablanca (1775-1787) son más fiables.
Es considerado el primer censo, pues abarca todo el territorio nacional y, por primera vez, se cuentan personas y no vecinos aunque se omiten los de las tierras de las Órdenes Militares. También, por vez primera, se clasifica a la población por sexo y edad.